# August Arnold (Regisseur)
August Arnold (* 12. September 1898 in Werfen; † 7. April 1983 in München) war ein deutscher Filmregisseur, Filmproduzent und als Filmtechnologie-Entwickler Mitbegründer der Arnold & Richter Cine Technik (ARRI).

## Leben
Arnold stammte aus der Familie des k.k. Forstmeisters Dietrich Arnold. Als Schüler am Alten Realgymnasium, dem heutigen Oskar-von-Miller-Gymnasium, in München fiel er durch Bastelarbeiten, darunter bereits an einem Film-Projektor, auf. Noch als Schüler assistierte er Martin Kopp, einem Kameramann der Messter-Wochenschau, und übernahm später kleinere Filmaufträge. Von den Einnahmen daraus kaufte er sich eine Filmkamera, die er selbst umbaute und verbesserte. Außerdem bastelte er zusammen mit seinem Schulkameraden Robert Richter ein Film-Kopiergerät. Von 1916 bis 1917 studierte August Arnold Elektrotechnik am Technikum Mittweida. Im Alter von neunzehn Jahren gründete er 1917 zusammen mit Richter die Firma ARRI (ARnold & RIchter). Arnold und Richter drehten mit Arnolds Kamera über 100 selbstproduzierte Filme, unter anderem die sogenannten „Isar-Western“-Filme, später Heimatfilme und Filme mit Karl Valentin. Außerdem vermieteten sie ihre aufgerüstete Kamera an andere Produzenten, wenn sie sie nicht selbst brauchten. Im eigenen Filmlabor entwickelten und kopierten sie sowohl eigene Filme
als auch Filme für Auftraggeber.
Ab 1924 entwickelte Arnold & Richter Filmzubehör, ab Ende der 1920er Jahre auch Filmkameras. Das Unternehmen wuchs und übernahm immer mehr Schritte von Filmproduktion und -vertrieb. Der technische Durchbruch kam 1937 mit der legendären Arriflex-Kamera, die von Arnold zusammen mit dem Ingenieur Erich Kästner entwickelt wurde. Sie führte das Prinzip der Spiegelreflexkamera in die Filmtechnik ein, der Kameramann kann zum ersten Mal direkt sehen, was die Kamera aufnimmt.
Zum 1. Mai 1933 war Arnold der NSDAP beigetreten (Mitgliedsnummer 2.941.333), er begrüßte die Machtübernahme der Nationalsozialisten und biederte sich den neuen Machthabern an.
Arnold wurde 1953 mit dem Bundesverdienstkreuz ausgezeichnet und erhielt im selben Jahr die Oskar-Messner-Gedenkmünze. 1961 verlieh ihm die Technische Universität München den Dr. Ing. h. c., 1965 erhielten Richter und er zusammen die Rudolf-Diesel-Medaille. Die wohl größte Ehrung war der Academy Award of Merit für Arnold und Erich Kästner, den sie 1983 erhielten. Das Unternehmen ARRI hatte zuvor und seitdem vielfach einen Scientific and Engineering Award im Rahmen der Academy-Auszeichnungen erhalten, aber nur Arnold und Kästner erhielten 1982 einen der eigentlichen Oscars.
August Arnolds Grab befindet sich auf dem Nordfriedhof in München (Grab Nr. 26-4-5).

## Filmografie
- 1918: Der schwarze Jack (nur Kamera)
- 1920: Die Rache des Mexikaners (auch Kamera)
- 1920: Die Geier der Goldgruben (auch Kamera)
- 1936: Beim Rechtsanwalt (Produzent)
- 1936: Der Bittsteller (Produzent)
- 1936: Die karierte Weste (Produzent)
- 1936: Beim Nervenarzt (Produzent)
- 1936: Musik zu Zweien (Produzent)
- 1937: Der Antennendraht (Produzent)
- 1943: Berg-Straßenbau (Produzent)
- 1943: Brandverhütungsdienst der bayr. Versicherungskammer (Produzent)
- 1943: Heimat und Dschungel, Freiheit und Gitter (Produzent)
- 1943: Sichtbare Luft (Produzent)
- 1944: Ruf der Heimat (Produzent)
- 1952: Schönes Schweizerland (Produzent)
- 1954: Schönes Alpenland (Produzent)
- 1956: Fliegen einst und jetzt (Produzent)
- 1959: Zauber der Dolomiten (Produzent)
- 1972: 18 Bilder mit der Hand (Mitwirkung)

## Auszeichnungen
- 1953: Verdienstkreuz des Verdienstordens der Bundesrepublik Deutschland
- 1961: Ehrendoktor der TH München
- 1968: Großes Verdienstkreuz des Verdienstordens der Bundesrepublik Deutschland
- 1972: Bayerischer Verdienstorden
- 1972: Filmband in Gold für langjähriges und hervorragendes Wirken im deutschen Film
- 1974: Großes Verdienstkreuz mit Stern des Verdienstordens der Bundesrepublik Deutschland
- 1976: Großes Verdienstkreuz mit Stern und Schulterband des Verdienstordens der Bundesrepublik Deutschland
- 1979 Staatsmedaille für besondere Verdienste um die bayerische Wirtschaft
- 1981: Bayerischer Maximiliansorden für Wissenschaft und Kunst